# Stor stjerneskærm
Stor stjerneskærm (Astrantia major) - eller blot kaldt Stjerneskærm - er en 30-100 cm høj urt, der i Danmark findes forvildet ved bebyggelser og på affaldspladser. Blomsterne er velegnede til tørre buketter.

## Beskrivelse
Stjerneskærm er en flerårig urt med en tæppedannende, tæt vækst. Blomsterstænglerne når langt op over bladtæppet. Bladene er rosetstillede med lange stilke. Bladpladen er håndfliget med mørkegrøn overside og lysere underside. Blomsterne er lyserøde (enkelte sorter dog mørk rosa) og sidder samlet i skærme. Hver skærm omsluttes som knop af et svøbblad. Frøene modner sjældent i Danmark.
Roden er kraftig og vidt udbredt.
Højde x bredde og årlig tilvækst: 0,35 x 2 m (35 x 10 cm/år), blomsterstænglerne dog op til 1 meter.

## Voksested
Arten er udbredt i et bælte tværs gennem Europa: fra Frankrig i vest til Ukraine i øst og fra Hviderusland i nord til Spanien i syd. Alle vegne foretrækker den et lysåbent eller let skygget voksested med fugtig og nogenlunde mineralrig jordbund.
På bjergskråningerne i Rosia Montana-området i Apusenibjergene, som ligger i det vestlige Transsylvanien, Rumænien, findes den i høslætenge sammen med bl.a. draphavre, guldblomme, hjertegræs, alm. kamgræs, alm. syre, tjærenellike, bakkegøgeurt, bjergkløver, blærehøgeskæg, Centaurea erythraea (en knopurt-art), engsalvie, engsvingel, farvevisse, gul rundbælg, gul snerre, hvid okseøje, hvid snerre, liden skjaller, lægegaltetand, Pedicularis exaltata (en troldurt-art), Scorzonera purpurea (en skorzoner-art), skovfladbælg, smalbladet klokke, ungarsk kløver og vellugtende gulaks.

## Note
1. ↑  John Akeroyd og Andrew Jones: Rosia Montana: a case for protection rather than destruction (Webside ikke længere tilgængelig) (engelsk)

| Portal | Portal:Botanik |